# Aphytis chilensis
Aphytis chilensis är en stekelart som beskrevs av Howard 1900. Aphytis chilensis ingår i släktet Aphytis och familjen växtlussteklar. Inga underarter finns listade i Catalogue of Life.